# Spermophilus brevicauda
Il citello di Brandt (Spermophilus brevicauda Brandt, 1843) è uno sciuride appartenente al genere dei citelli (Spermophilus). Vive nel Kazakistan sud-orientale e nell'estremità nord-occidentale della Cina.

## Descrizione
Il citello di Brandt raggiunge una lunghezza testa-corpo di circa 16,5-21,0 centimetri e un peso di circa 140-440 grammi. La coda è lunga 3,1-5,5 centimetri ed è quindi, come in tutti i citelli, significativamente più corta del resto del corpo. Il piede posteriore è lungo 29-38 millimetri, l'orecchio 5-9 millimetri. La specie è relativamente piccola rispetto ad altri citelli e ha una coda molto corta, lunga solo circa un quinto della lunghezza del corpo. Il colore del dorso va dall'ocra al bruno-giallastro con singole macchie piccole e chiare. La coda varia di colore da rosso ruggine a giallo chiaro. È presente un anello chiaro intorno agli occhi, sopra e sotto i quali ci sono delle macchie rosso ruggine ben evidenti.
Il cranio ha una lunghezza totale di 45-48 millimetri. Come tutte le specie del suo genere, il citello di Brandt ha un unico incisivo a scalpello per emimascella, seguito da uno spazio privo di denti (diastema). Seguono due premolari e tre molari. Al contrario, sulla mascella inferiore vi è un solo premolare per lato. Complessivamente vi sono 22 denti. Il cranio è rotondo, la cavità timpanica è ampia e corta. L'osso nasale è allungato e stretto.

## Distribuzione e habitat
Il citello di Brandt è diffuso in Cina, seppur solamente nel nord-est della regione autonoma dello Xinjiang, e in Kazakistan lungo il confine cinese attraverso il Tien Shan e il confine con il Kirghizistan a sud-est.

## Biologia
Il citello di Brandt è uno scoiattolo diurno sulle cui abitudini sono disponibili solo poche informazioni. Probabilmente vive principalmente nelle steppe aride e nei paesaggi arbustivi, nutrendosi di parti diverse delle piante a seconda della disponibilità. Questi animali sono anche in grado di arrampicarsi sui cespugli in cerca di cibo o di scavare nel terreno. Sono creature socievoli e trascorrono molto tempo nelle tane, dove vanno in letargo quando le temperature sono troppo rigide e, durante l'estate, troppo torride. Quando le temperature estive sono molto alte, costruiscono le loro tane all'ombra dei cespugli.
A differenza di altri citelli, quelli di Brandt si alzano raramente in piedi sulle zampe posteriori e la loro comunicazione consiste in fischi piuttosto dolci. Nei confronti dei suoi stretti parenti della Cina settentrionale, il citello dell'Alashan (S. alashanicus) e il citello pallido (S. pallidicauda), ha una distribuzione allopatrica, quindi non si sovrappone alla loro.

## Tassonomia
Il citello di Brandt viene classificato come specie indipendente all'interno del genere Spermophilus, attualmente costituito da 15 specie a seguito di una revisione tassonomica. La prima descrizione scientifica venne effettuata nel 1843 da Johann Friedrich von Brandt, uno zoologo tedesco che lavorava in Russia, a partire da alcuni individui provenienti dalla parte meridionale dell'Alashan, in Cina. Originariamente veniva considerato una sottospecie del citello dalle guance rosse (Spermophilus erythrogenys).
Oltre alla forma nominale, di solito non ne vengono riconosciute sottospecie. Tuttavia, Smith e Yan Xie (2009) distinguono tre sottospecie nella parte cinese dell'areale della specie: S. b. brevicauda (la forma nominale) nell'Altai, S. b. carruthersi nel nord-est dello Xinjiang e S. b. iliensis nel nord-ovest dell'areale, nella zona del fiume Ili.

## Conservazione
Il citello di Brandt viene classificato dall'Unione internazionale per la conservazione della natura (IUCN) come «specie a rischio minimo» (Least Concern). Tale status trae giustificazione dall'areale relativamente ampio e dalla frequente presenza della specie, sebbene l'entità concreta della popolazione sia sconosciuta. Non esistono potenziali minacce che ne mettano a repantaglio la sopravvivenza.